# 계양군
계양군 이증(桂陽君 李璔, 1427년 9월 11일(음력 8월 12일) ~ 1464년 9월 26일(음력 8월 16일))은 조선 전기의 왕족으로, 세종의 8남이자 서차남이며 생모는 신빈 김씨이다. 세종이 영응대군과 더불어 가장 총애한 아들이었다.

## 개요
본관은 전주, 이름은 증(璔)이며 시호는 충소(忠昭)이고 자는 현지(顯之)이다.
이복 형인 수양대군을 도와 세조 반정에 참여하여 좌익공신 1등에 녹훈되었다. 세조 즉위 후 수충위사동덕좌익공신 1등(輸忠衛社同德佐翼功臣)에 녹훈되었다. 부인은 한확의 딸 정선군부인 한씨로, 소혜왕후의 친언니이다. 의경세자에게는 이복 삼촌이자 손윗 동서가 된다. 정인지, 김질 등과 사돈이다.

## 생애
1427년(세종 9년) 8월 12일, 세종(世宗)과 당시 궁인이었던 신빈 김씨(愼嬪 金氏)의 맏아들로 태어났다. 세종에게는 서차자이며 여덟째 아들이다.
1434년(세종 16년) 1월, 계양군(桂陽君)에 봉해졌다.
1437년(세종 19년), 한확(韓確)의 둘째 딸인 정선군부인 한씨(旌善郡夫人 韓氏)와 혼인하여 3남 3녀를 두었다. 정선군부인 한씨는 성종의 어머니인 인수대비의 언니이기도 하다.
계양군은 계유정난 당시 수양대군을 지지하였으며, 이복 동생인 정현옹주의 남편 영천위 윤사로와 함께 금성대군을 탄핵하였고, 같은 해 파평위(坡平尉) 윤암(尹巖)과 함께 금성대군과 혜빈 양씨 등을 공격하기도 했다.
1455년(세조 1년), 세조 즉위 후, 수충위사동덕좌익공신 1등(輸忠衛社同德佐翼功臣)에 녹훈되고 계양군에 다시 봉작되었다. 세조 즉위 직후 측근에서 서무의 출납을 맡으면서 세조의 신뢰를 얻었으며 세조의 총애를 받았다. 이후 각종 왕실 행사에 참여하였다.
1460년(세조 6년) 해양대군(예종)이 혼인할 때 가례도감 제조를 겸하여, 혼인을 주관하였다. 친동생 익현군(翼峴君) 등과 자주 술을 마시다가 1463년 5월 4일 동생 익현군이 술병으로 사망하였다. 이때 세조는 '이것은 모두 계양군(桂陽君)의 허물이다. 의창군(義昌君)이 술로써 죽었는데, 익현군(翼峴君)도 또한 술로써 죽으니 매우 슬프다.' 하였다. 1464년(세조 10년) 4월부터 병석에 누웠다가 그해 8월 16일에 사망하였다.
계양군 이증의 졸기

계양군(桂陽君) 이증(李璔)이 졸(卒)하니,
3일 동안 조회와 저자를 정지하고 거애(擧哀)하였다.
임금(세조)이 심히 애도하여 육선(肉膳)을 물리쳤다.
(중략)

이증(李璔)의 자(字)는 현지(顯之)이며, 세종(世宗)의 후궁 신빈 김씨(愼嬪 金氏)의 소생이었다.
세종이 끔찍이 사랑하였고,
이증(李璔)이 학문을 좋아하여 책을 공부하기에 게을리하지 않았다.
임금(세조)이 즉위할 때 좌익(佐翼)의 공(功)이 있었고,
임금이 중하게 여겨 서무를 출납하도록 하여 은고(恩顧)가 더욱 융숭하였다.
이증(李璔)이 병들자, 임금이 내의를 보내어 치료하고, 하지 않은 바가 없었으나
끝내 효험을 볼 수가 없었다.
(중략)

이증(李璔)은 성질이 단아하고, 용의가 아름답고, 담화를 잘하였으며,
사람을 대하거나 물건을 접할 때 겸손 공경하였고,
일찍이 귀(貴)하고 세력 있는 것을 스스로 자랑한 적이 없었다.
이때에 주색으로 인하여 졸하였다.— 《세조실록》 34권,
세조 10년(1464년 명 천순(天順) 8년) 8월 16일 (정유)

### 사후
처음 경기도 양주군 동촌면 백석리에 묻혔으며, 1480년 7월 27일 정선군부인이 사망하여 그해 9월 18일 동원이역으로 조성되었다. 뒤에 경기도 남양주시 일패동 묘적산(妙寂山) 신좌로 이장되었다.

## 가족 관계
- 아버지 : 세종(世宗, 1397 ~ 1450)
- 어머니 : 신빈 김씨(愼嬪 金氏, 1406 ~ 1464)
  - 남동생 : 의창군 이공(義昌君 李玒, 1428 ~ 1460)
  - 남동생 : 밀성군 이침(密城君 李琛, 1430 ~ 1479)
  - 남동생 : 익현군 이연(翼峴君 李璭, 1431 ~ 1463)
  - 남동생 : 영해군 이장(寧海君 李璋, 1435 ~ 1477)
  - 남동생 : 담양군 이거(潭陽君 李璖, 1439 ~ 1450)
  - 정부인 : 정선군부인 청주 한씨(旌善郡夫人 淸州韓氏, 1426년 4월 12일 ~ 1480년 7월 27일) - 서원부원군(西原府院君) 한확(韓確)의 딸
    - 장남 : 영원군 이례(寧原君 李澧, 1450 ~ 1513년 6월 16일)
    - 며느리 : 청송 심씨 - 심선(沈璿, ? ~ 1467)의 딸
    - 차남 : 강양군 이숙(江陽君 李潚) → 남동생인 담양군에게 출계(出系)
    - 며느리 : 안악군사(安岳郡事) 허준(許峻)의 딸
    - 3남 : 부림군 이식(富林君 李湜, 1458 ~ 1489)
    - 며느리 : 안동 김씨 - 상락부원군(上洛府院君) 김질(金礩)의 딸
      - 손자 : 회안부정(淮安副正) 이식(李軾)
      - 손자 : 도안군 이철(道安君 李轍, 1476 ~ 1505년 10월 12일) - 장남 영원군 이례(寧原君 李澧)의 양자로 출계
      - 손녀 : 김해 김씨 참봉(㕘奉) 김맹손(金孟孫)의 처
      - 손녀 : 인천 채씨 호판(戶判) 채수(蔡壽, 1449 ~ 1515)의 아들 채윤권(蔡胤權)의 처
      - 손녀 : 평산 신씨 판서(判書) 증 찬성(贈 贊成) 신상(申鏛, 1480 ~ 1530)의 처
      - 손녀 : 무송 윤씨 부사직(副司直) 윤옥견(尹玉堅)의 처

    - 장녀 : 향주 전주 이씨
    - 사위 : 순흥 안씨 안계송(安繼宋)
      - 손자 : 안광수(安光粹, 1463 ~ ?)
      - 손자 : 안광범(安光範, 1466 ~ ?)
      - 손자 : 안광렬(安光烈)
      - 손자 : 안광윤(安光胤)
      - 손자 : 안광익(安光翊, 1492 ~ ?)
      - 손자 : 안광옥(安光沃, 1493 ~ ?)
      - 손녀 : 광산 김씨 군수(郡守) 김강(金綱)의 처
      - 손녀 : 성주 이씨 이문량(李文樑)의 처
      - 손녀 : 연안 이씨 이경장(李敬長, 1482 ~ 1561)의 처
      - 손녀 : 함종 어씨 찰방(察訪) 어숙정(魚叔貞)의 처
      - 손녀 : 함안 조씨 조응경(趙應卿, 1487 ~ 1549)의 처

    - 차녀 : 향주 전주 이씨
    - 사위 : 정경조(鄭敬祖, 1455 ~ 1498년 7월) - 정인지의 4남
      - 손자 : 정승희(鄭承禧)
      - 손자 : 정승우(鄭承祐)

    - 3녀 : 향주 전주 이씨
    - 사위 : 청주 한씨 한금(韓嶔)
      - 손자 : 한형준(韓亨俊)
      - 손자 : 한형걸(韓亨傑)
      - 손자 : 한형신(韓亨信, 1491 ~ ?)
      - 손녀 : 한산 이씨 호군(護軍) 이덕부(李德溥)의 처
      - 손녀 : 정안부정(定安副正) 이천수(李千壽)의 처
      - 손녀 : 창녕 조씨 서맹(司猛) 조수원(曺守元)의 처
      - 손녀 : 여흥 민씨 장사랑(將仕郞) 민수원(閔世瑗)의 처

  - 첩 : 소비(小婢[2])
    - 서장남 : 방산수(方山守) 이란(李瀾)
    - 며느리 : 동래 정씨 - 정계은(鄭繼銀)의 딸
    - 서장녀 : 연일 정씨 정종선(鄭從善)의 처

## 같이 보기
- 계유정난
- 한확
- 소혜왕후
- 정경조

## 관련 작품

### 드라마
- 《왕과 비》(KBS1, 1998년 6월 6일~2000년 3월 26일, 배우:이성용)
- 《인수대비》 (JTBC, 2011년 12월 3일 ~ 2012년 6월 24일, 배우:전진우)